# Ikonisches Gedächtnis
Das ikonische Gedächtnis (Ikonischer sensorischer Speicher) ist eine Modellvorstellung aus der Gedächtnispsychologie. Es bezeichnet den Teil des sensorischen Gedächtnisses (auch sensorisches Register oder Ultrakurzzeitspeicher), der für visuelle Wahrnehmungen zuständig ist. Das ikonische Gedächtnis speichert alle ankommenden visuellen Informationen zwischen und macht sie für die weitere Verarbeitung zugänglich. Dieser Prozess der präattentiven Wahrnehmung läuft unbewusst ab.
Als frühe Untersuchung wird oft ein Experiment von Johann Andreas von Segner (1740) zitiert: eine an einem Rad montierte glühende Kohle wird in einem dunklen Raum immer schneller rotiert, bis der Beobachter eine durchgehende Spur ohne Lücke, also ein stetiges Bild, sieht. Die geschätzte Persistenzdauer lag bei ca. 100 ms (Dauer einer Umdrehung, um den visuellen Reiz zu erneuern).
Das ikonische Gedächtnis hat eine weitaus größere Kapazität als das Kurzzeitgedächtnis, was mit der Teilbericht-Methode nach George Sperling (1960) gezeigt werden konnte. Sie wird mit 12 (7–17) Chunks angegeben. Das visuelle sensorische Gedächtnis zerfällt jedoch sehr schnell. So zerfallen die ersten Gedächtnisspuren schon nach weniger als 200-400 ms.